# Проскуряков, Илья Вячеславович
Илья́ Вячесла́вович Проскуряков (род. 21 февраля 1987, Сургут, Тюменская область) — российский хоккеист, вратарь.

## Биография
Воспитанник хоккейной школы клуба «Металлург» (Магнитогорск) и сургутского «Олимпийца», в котором под руководством своего первого тренера Колокольникова, делал первые шаги в хоккее. В 2000 году, перебрался в спорт-школу магнитогорского «Металлурга».
Первый матч за основную команду провёл в сезоне 2004/05. В сезоне 2008/09 стал основным вратарём команды, в этом же сезоне защищал ворота «Металлурга» в финале хоккейной Лиги чемпионов и стал бронзовым призёром Континентальной хоккейной лиги.
Стал первым вратарем в истории КХЛ, забившим гол, произошло это 26 января 2009 года в гостевом матче с казанским «Ак Барсом» за 15 секунд до конца третьего периода, когда ворота казанцев покинул вратарь, заменившись на шестого полевого игрока. Этот матч «Металлург» выиграл со счётом 2:0.
Был признан лучшим новичком Континентальной хоккейной лиги в сезоне 2008/09, получив приз имени Алексея Черепанова.
Женат на уроженке города Златоуста Евгении, в сентябре 2010 году у них родился сын Глеб.
Сезон 2010/11 начинал в магнитогорском «Металлурге», но в январе был обменян в ЦСКА на Георгия Мишарина.
Летом 2011 года подписал контракт с челябинским «Трактором» где отыграл один сезон после чего снова вернулся в ЦСКА где отыграл 2 года.
23 сентября 2014 года был обменян в «Адмирал».
15 мая 2015 года перешёл в «Торпедо» (Нижний Новгород) в обмен на нападающего Никиту Филатова.

## Статистика
В КХЛ сыграл 427 матчей, одержал 170 побед, пропустил 843 шайбы, отразил 9103 броска, % отраженных бросков 91.5, коэффициент надежности 2.31, забросил одну шайбу, сделал 7 передач, 36 раз сыграл на «ноль», набрал 36 минут штрафа.
В ВХЛ сыграл 16 матчей, одержал 5 побед, пропустил 38 шайб, отразил 355 бросков, % отраженных бросков 90.3, коэффициент надежности 3.04, один раз сыграл на «ноль», набрал 4 минуты штрафа.